# Торгівля людьми в Руанді
Руанда є джерелом і, меншою мірою, країною призначення жінок і дітей, які стали жертвами торгівлі людьми, зокрема умов примусової праці та комерційної сексуальної експлуатації . Руандійських дівчат експлуатують у примусовому домашньому рабстві всередині країни; деякі з цих дітей зазнають фізичного або сексуального насильства в домогосподарстві свого роботодавця. Старші жінки пропонують вразливим молодшим дівчатам кімнату та харчування, зрештою штовхаючи їх на проституцію, щоб заплатити за їх утримання. У обмежених випадках цій торгівлі сприяють жінки, які постачають жінок клієнтам, або слабо організовані мережі проституції, деякі з яких працюють у середніх школах та університетах. Дітей Руанди також продають в Уганду, Танзанію та інші країни регіону для примусової сільськогосподарської робочої діяльності, комерційної сексуальної експлуатації та домашнього підневільного життя, іноді після того, як їх завербували однолітки. В Руанді надходили повідомлення про поодинокі випадки за участю жертв торгівлі дітьми з сусідніх країн. На відміну від минулих років, у 2009 році не було жодних ознак того, що Національний конгрес із захисту народу (CNDP) обманював або вербував конголезьких чоловіків і хлопців з таборів біженців у Руанді, а також руандийців із сусідніх міст на примусові роботи та солдати в Демократичній Республіці Конго . 
Уряд Руанди не повністю дотримується мінімальних стандартів для ліквідації торгівлі людьми; однак він докладає значних зусиль для цього. Під час звітного періоду уряд ухвалив новий Трудовий кодекс, який забороняє примусову працю та поневолення дітей ; розширені зміни до кримінального кодексу, що містять положення про боротьбу з торгівлею людьми через законодавчий процес; відкрито центр допомоги жертвам гендерного насильства, у тому числі жертвам торгівлі людьми; і розпочав інформаційну кампанію щодо комерційної сексуальної експлуатації дітей . Руанда залишається єдиною африканською країною, в якій уряд здійснює практично всі заходи, пов'язані з демобілізацією та реінтеграцією колишніх дітей-солдатів . У той час як урядовці швидко розпізнають і реагують на підозрілі випадки міжнаціональної торгівлі дітьми, деякі чиновники не вірять в можливу внутрішню торгівлю через невеликий розмір країни та ефективні заходи безпеки уряду. Вкрай необхідна додаткова підготовка, щоб підвищити обізнаність чиновників про природу торгівлі людьми та отримати практичні навички реагування на неї. 
Управління Держдепартаменту США з моніторингу та боротьби з торгівлею людьми внесло країну до «Списку спостереження за рівнем 2» у 2017 році  .

## Розслідування
Протягом звітного періоду зусилля уряду в боротьбі з торгівлею людьми незначно збільшилися. Законодавство Руанди не забороняє всі форми торгівлі людьми, хоча існуючі закони про кримінальний та трудовий кодекс забороняють рабство, примусову працю, примусову проституцію та дитячу проституцію, згідно з якими торговці можуть бути притягнені до відповідальності. Закон № 58/2008 забороняє, але не визначає, торгівлю людьми з метою сексуальної експлуатації та передбачає покарання у вигляді позбавлення волі на строк від 15 до 20 років. У травні 2009 року уряд ухвалив «Закон, що регулює працю в Руанді» (13/2009), який забороняє примусову працю та передбачає покарання у вигляді позбавлення волі на строк від трьох до п'яти років; він також забороняє піддавати дітей рабству, торгівлі дітьми, борговій кабалі, примусовій роботі, збройним конфліктам і дитячій проституції, а також передбачає покарання за ці злочини від шести місяців до 20 років позбавлення волі . У сукупності ці покарання є досить суворими та співмірними з покараннями, передбаченими за інші серйозні правопорушення, такі як зґвалтування . У грудні 2009 року Палата депутатів Верховної Ради ухвалила зміни до кримінального кодексу, які містять статті, що визначають і забороняють торгівлю людьми; Кримінальний кодекс зараз розглядається Сенатом . На розгляді залишався окремий проєкт комплексного законопроєкту про боротьбу з торгівлею людьми. 
У 2009 році уряд не переслідував жодного злочину, пов’язаного з торгівлею людьми. Поліція розслідувала та передала для кримінального переслідування щонайменше два випадки підозри у торгівлі дітьми; станом на березень 2010 року Національна прокуратура все ще розслідувала ці випадки, обидві з яких стосувались дорослих, затриманих з дітьми на кордоні з Угандою. Інспектори праці виносили попередження та стягували штрафи з тих, хто незаконно працевлаштовував дітей; жодних справ про примусову роботу до суду не було. У той час як уряд проводив навчання щодо сексуальних злочинів та злочинів проти дітей у рамках стандартної навчальної програми для поліції, працівники правоохоронних органів не проходили спеціального навчання щодо торгівлі людьми. Проте у 2009 році працівники міліції зробили дві презентації щодо торгівлі людьми для начальників районної поліції та вищих посадових осіб поліції  .

## Захист
За винятком турботи про колишніх дітей-комбатантів, багато з яких є жертвами торгівлі людьми, уряд загалом надав мало захисних послуг жертвам. Комісія з демобілізації та реінтеграції Руанди (RDRC) за допомогою Світового банку та обмеженого державного фінансування продовжила роботу центру для дітей колишніх комбатантів у Мухазі, який забезпечував тримісячний догляд за дітьми, повернутими з ДРК Місією ООН у Конго. . Після первинного обстеження в центрі демобілізації дорослих у Мутобо 49 дітей прибули до центру у 2009 році та семеро в січні 2010 року. RDRC співпрацював з місцевою владою та неурядовою організацією, щоб знайти сім’ї дітей, а соціальні працівники інформували сім’ї перед поверненням їхньої дитини; у 2009 році 75 дітей возз’єдналися з сім’ями. На етапі реінтеграції приблизно 10 відсотків дітей отримали офіційну освіту, 40 відсотків отримали професійну підготовку, а 50 відсотків займалися діяльністю, що приносить прибуток. 
У липні 2009 року поліція, ЮНІСЕФ і фонд, очолюваний першою леді Руанди, відкрили Центр Ісандж, єдиний цілісний центр, який надає медичні огляди, консультації, короткочасний притулок та допомогу поліції жертвам гендерного насильства., у тому числі жертв торгівлі людьми. Цей однорічний пілотний проєкт, розташований у госпіталі Національної поліції, надавав послуги 367 жертвам гендерного насильства з липня по грудень 2009 року, 218 з яких були дітьми. У штаб-квартирі поліції в Кігалі функціонувала гаряча лінія та кабінет для огляду жертв гендерного насильства; обидва вони були укомплектовані радниками і могли використовуватися жертвами торгівлі людьми. Повністю обладнані екзаменаційні кабінети також працювали в Гасабо та Рвамагані. Кожна поліцейська дільниця по всій країні має відділ гендерних питань, підготовленого офіцера та програму роботи з громадськістю. Проте протягом року поліція заарештовувала дівчат, які займалися проституцією, і затримала їх у транзитному центрі Гікондо в Кігалі; деяких дівчат тримали там від трьох до шести місяців, незважаючи на те, що їх не звинувачували у злочині та не перевіряли на віктимність. Уряд не розробив систему для проактивного виявлення жертв торгівлі людьми серед уразливих груп населення або не створив процесу направлення для передачі таких жертв постачальникам послуг для надання допомоги. Уряд заохочував жертв брати участь у розслідуваннях злочинів, пов’язаних із торгівлею людьми. Крім того, що передбачено перебування на один місяць, існуючі законодавчі акти не надають іноземним жертвам торгівлі людьми юридичних альтернатив їх вивезенню до країни, де вони можуть зіткнутися з труднощами або відплатою . 

## Профілактика
Зусилля уряду щодо запобігання торгівлі людьми збільшилися протягом звітного періоду. Хоча урядові чиновники швидко розпізнають і реагують на підозрювані випадки транснаціональної торгівлі дітьми, деякі чиновники вважають, що внутрішня торгівля людьми неможлива через невеликий розмір Руанди та ефективність державних заходів безпеки. Серед населення також існує загальне нерозуміння того, що таке торгівля людьми. У травні 2009 року Міністерство молоді та Національна комісія з боротьби зі СНІДом розробили та розпочали за фінансування іноземних донорів шестимісячну кампанію проти комерційної сексуальної експлуатації дітей людьми, яких уряд назвав « цукровими татусями » та « цукровими матусями ». "; акція під назвою "Синігуріша!" (Я не продається!), включав теле- та радіоролики, друковані матеріали, білборди та громадські заходи. Протягом цього періоду Міністерство державної служби та праці (MIFOTRA) навчало 30 урядових окружних інспекторів праці тому, як виявляти випадки дитячої праці та реагувати на них; інспектори щоквартально проводили тренінги для роботодавців та органів місцевого самоврядування з питань дитячої праці. У лютому та березні 2010 року МІФОТРА провела кампанії в кожному районі з метою інформування роботодавців приватного сектору та їхніх працівників щодо Закону про працю 2009 року, включаючи положення про заборону використання дитячої праці. Окружні робочі групи з питань дитячої праці збиралися раз на два місяці та проводили роз’яснювальні заходи щодо небезпеки та протиправності експлуатації дитячої праці. У березні 2010 року місцева влада та співробітники служби безпеки в Гакенке ввели в дію положення про дитячу працю району, затримаючи на ринку 350 учнів початкової школи, деяких з яких батьки змушували носити і продавати товари, а не відвідувати школу. Перед тим як відпустити дітей, районний голова порадив батькам скористатися можливістю безкоштовного навчання. Поліція та представники імміграційної служби дотримувалися суворих заходів прикордонного контролю, які були ключовим компонентом запобігання транскордонній торгівлі людьми. Уряд провів навчання з питань гендерної сенситивності та сексуальної експлуатації руадійських військ до їх розгортання в миротворчих місіях ООН у Дарфурі . 

## Дивись також
- Права людини в Руанді
- Розробка стратегій, заснованих на правах людини, для покращення здоров’я жінок секс-бізнесу в Руанді